# Scratch My Back
Scratch My Back je osmé studiové album britského hudebníka Petera Gabriela. Album obsahuje coververze a poprvé vyšlo v únoru 2010. Jde o jeho první album od roku 2002, kdy vydal album Up.

## Seznam skladeb
| Pořadí         | Název                            | Autor | Původní interpret   | Délka |
| -------------- | -------------------------------- | --- | ------------------- | ----- |
| 1.             | Heroes                           | David Bowie, Brian Eno                                                                                   | David Bowie         | 4:10  |
| 2.             | The Boy in the Bubble            | Paul Simon, Forere Motloheloa                                                                            | Paul Simon          | 4:28  |
| 3.             | Mirrorball                       | Guy Garvey, Craig Potter, Mark Potter, Pete Turner, Richard Jupp                                         | Elbow               | 4:48  |
| 4.             | Flume                            | Justin Vernon                                                                                            | Bon Iver            | 3:01  |
| 5.             | Listening Wind                   | David Byrne, Brian Eno                                                                                   | Talking Heads       | 4:23  |
| 6.             | The Power of the Heart           | Lou Reed                                                                                                 | Lou Reed            | 5:52  |
| 7.             | My Body Is a Cage                | Win Butler, Régine Chassagne, Richard Reed Parry, Tim Kingsbury, Will Butler, Jeremy Gara, Sarah Neufeld | Arcade Fire         | 6:13  |
| 8.             | The Book of Love                 | Stephin Merritt                                                                                          | The Magnetic Fields | 3:53  |
| 9.             | I Think It's Going to Rain Today | Randy Newman                                                                                             | Randy Newman        | 2:34  |
| 10.            | Après moi                        | Regina Spektor                                                                                           | Regina Spektor      | 5:13  |
| 11.            | Philadelphia                     | Neil Young                                                                                               | Neil Young          | 3:46  |
| 12.            | Street Spirit (Fade Out)         | Thom Yorke, Ed O'Brien, Colin Greenwood, Jonny Greenwood, Phil Selway                                    | Radiohead           | 5:06  |
| Celková délka: | Celková délka:                   | Celková délka:                                                                                           | Celková délka:      | 53:26 |

## Obsazení
- Peter Gabriel – zpěv, klavír v „Flume“
- John Metcalfe – aranže
- The London Scratch Orchestra – housle, viola, violoncello, kontrabas, flétna, fagot, trubka, lesní roh, pozouns, baspozoun, klavír
- Melanie Gabriel – zpěv v „The Book of Love“
- Jason Rebello – klavír v „The Power of the Heart“
- sbor Christ Church Cathedral – sbor v „My Body Is a Cage“
- Eli Hibit – kytara v „Street Spirit (Fade Out)“